# 11762 Vogel
11762 Vogel là một tiểu hành tinh vành đai chính với chu kỳ quỹ đạo là 1807.5113847 ngày (4.95 năm).
Nó được phát hiện ngày 24 tháng 9 năm 1960.